# Zelatractodes hoffmannsi
Zelatractodes hoffmannsi är en tvåvingeart som beskrevs av Günther Enderlein 1922. Zelatractodes hoffmannsi ingår i släktet Zelatractodes och familjen skridflugor.
Artens utbredningsområde är Peru. Inga underarter finns listade i Catalogue of Life.